# 円照寺 (新宿区)
圓照寺（円照寺）（えんしょうじ）は、東京都新宿区北新宿三丁目にある真言宗豊山派の寺院。

## 歴史
寺伝によると、平安時代には同地に薬師如来像が安置されていた。その後、関東に勢力を伸ばしていた平将門を討伐するため、藤原秀郷が同地に赴いたが、病に伏してしまい、薬もなく、仕方なくこの薬師如来に祈願したところ、病が治り、将門も討伐できたと言われている。
これに感謝した秀郷は、薬師如来のために寺院を整えて圓照寺としたと言われている。
また、同地一帯はこのあたりを支配していた柏木右衛門佐頼秀の館跡であったとされており、円照寺の境内にはそれに因んだ右衛門桜という桜の木がある（現在のは3代目）。
堂宇は幾度も焼失し、現在のものは戦後に建てられた。なお、江戸時代に焼失した際は、春日局が再建に関わったと言われている。

## 主な施設
- 本堂
- 閻魔堂

## ギャラリー

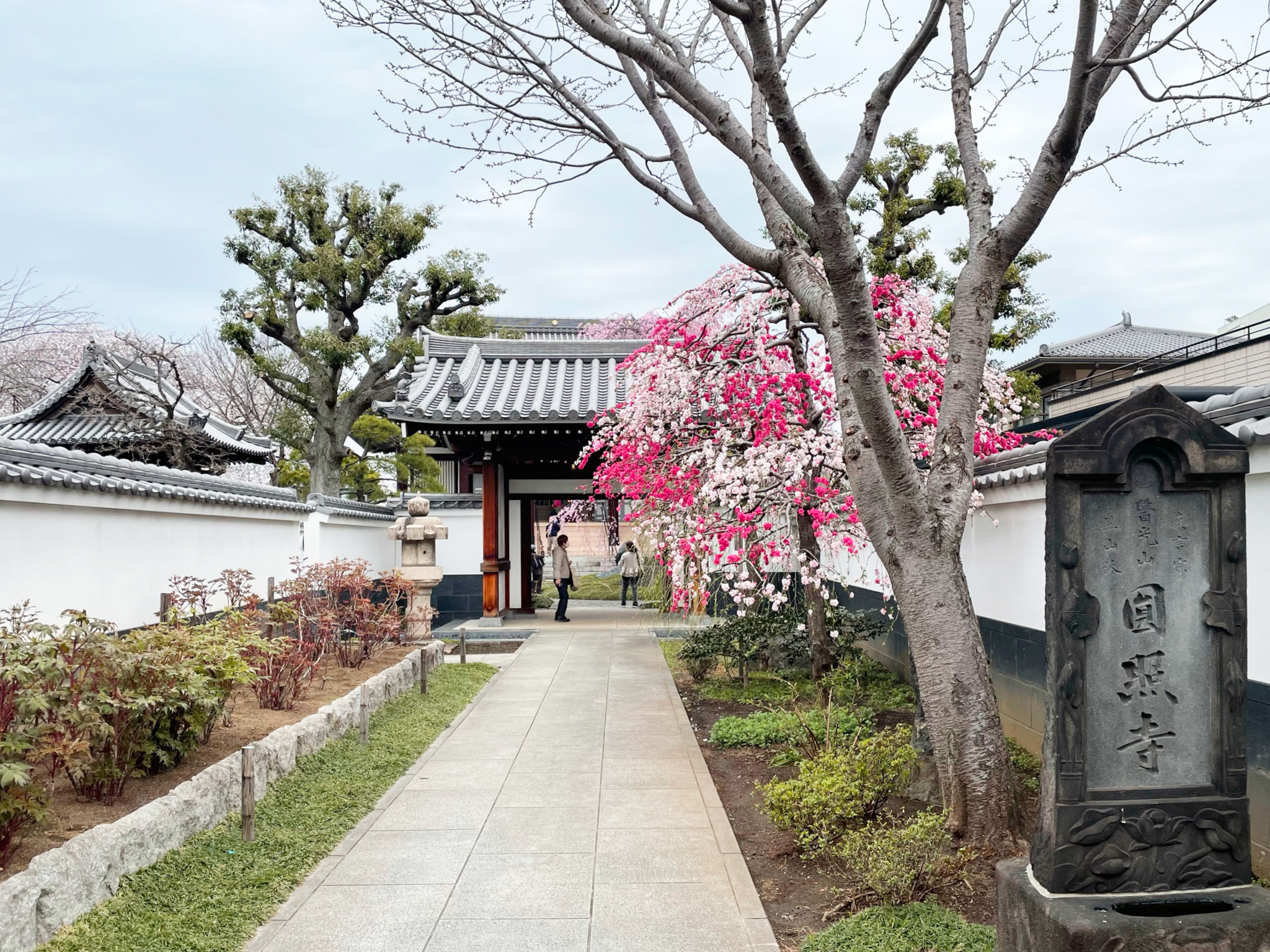
山門の花
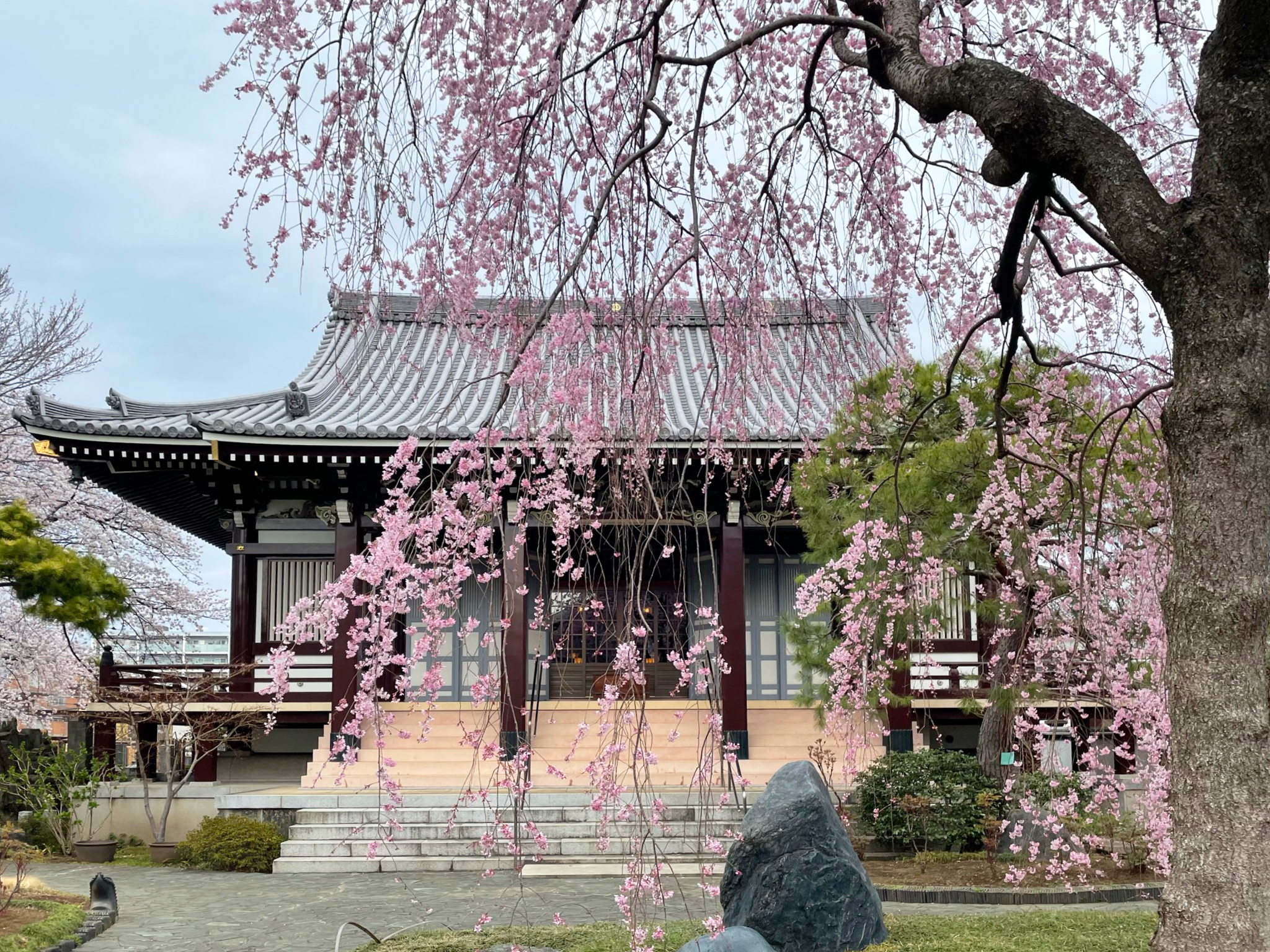
本堂と桜
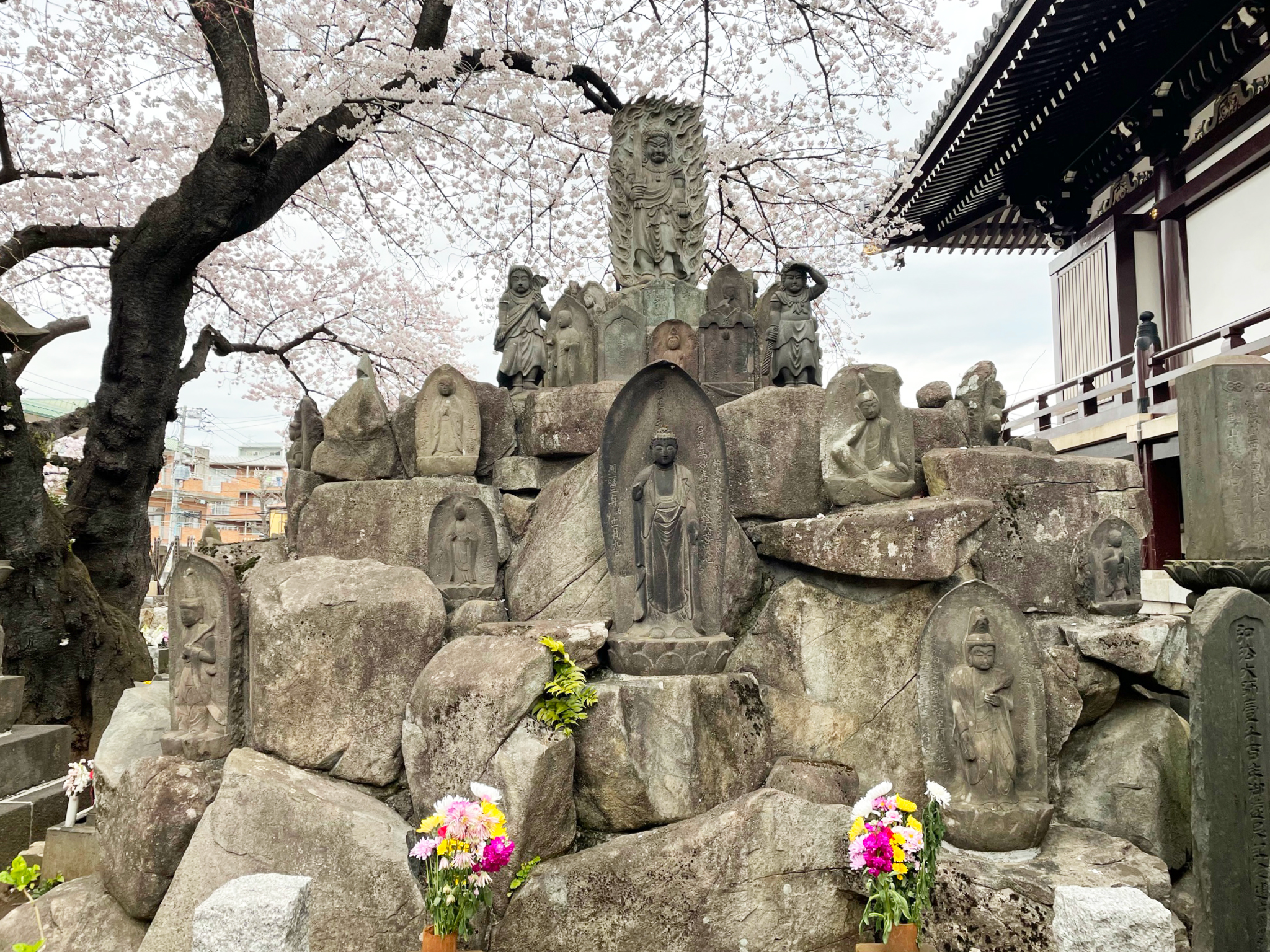
石仏群。頂点に立つのは不動明王

## アクセス
- JR中央線各駅停車・都営大江戸線・東中野駅から徒歩7分
- 拝観は日中の時間帯のみ。無料。